# Selección de balonmano de Irán
La Selección nacional de balonmano de Irán es el equipo nacional de balonmano iraní, el cual está controlado por la IR Iran Handball Federation.

## Historial

### Juegos Olímpicos
- 1936 - No participó
- 1972 - No participó
- 1976 - No participó
- 1980 - No participó
- 1984 - No participó
- 1988 - No participó
- 1992 - No participó
- 1996 - No participó
- 2000 - No participó
- 2004 - No participó
- 2008 - No participó
- 2012 - No participó
- 2016 - No participó
- 2020 - No participó

### Campeonatos del Mundo
- 1938 - No participó
- 1954 - No participó
- 1958 - No participó
- 1961 - No participó
- 1964 - No participó
- 1967 - No participó
- 1970 - No participó
- 1974 - No participó
- 1978 - No participó
- 1982 - No participó
- 1986 - No participó
- 1990 - No participó
- 1993 - No participó
- 1995 - No participó
- 1997 - No participó
- 1999 - No participó
- 2001 - No participó
- 2003 - No participó
- 2005 - No participó
- 2007 - No participó
- 2009 - No participó
- 2011 - No participó
- 2013 - No participó
- 2015 - 21ª plaza
- 2017 - No participó
- 2019 - No participó
- 2021 - No participó
- 2023 - 24ª plaza

### Campeonato Asiático
- 1977 - No participó
- 1979 - No participó
- 1983 - No participó
- 1987 - No participó
- 1989 - 8ª plaza
- 1991 - 11.ª plaza
- 1993 - 9ª plaza
- 1995 - No participó
- 2000 - 5ª plaza
- 2002 - 5ª plaza
- 2004 - 7ª plaza
- 2006 - 4ª plaza
- 2008 - 4ª plaza
- 2010 - 7ª plaza
- 2012 - 5ª plaza
- 2014 -  3ª plaza
- 2016 - 5ª plaza
- 2018 - 5ª plaza
- 2020 - 6ª plaza
- 2022 - 4ª plaza
- 2022 - 6ª plaza